# 強誘電体
強誘電体（きょうゆうでんたい、英: Ferroelectric）とは誘電体の一種で、外部に電場がなくても電気双極子が整列しており、かつ双極子の方向が電場によって変化できる物質を指す。また、このように電気双極子モーメントが自発的に整列した状態を強誘電状態、この性質を強誘電性と呼ぶ。
代表的な物質としてチタン酸バリウム BaTiO3 やチタン酸ジルコン酸鉛 Pb(Zr,Ti)O3 があり、FeRAM（強誘電体メモリ）などに使用されている。また強誘電体は全て圧電効果を有するため、アクチュエータなどとして使用されるものも多い。

## 電場に対する応答

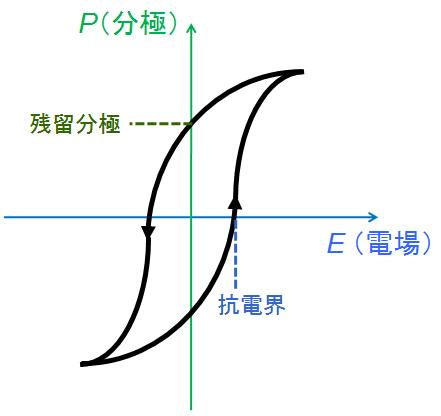
強誘電体の自発分極の変化

強誘電体の表面に存在する単位体積当たりの電気双極子は、自然に正と負の電荷の重心が分かれることから「自発分極」と呼ばれる。外部から電場を加えると自発分極の向きは反転する。これを表したのが右のグラフで、外部電場を0にした時に表面に残っている分極の値は「残留分極」、分極の符号が反転する（すなわち分極の向きが逆転する）時の電場の強さは「抗電界」、とそれぞれ呼ばれる。
グラフの右端ないし左端にあたる十分に強い電場を印加すると、移動可能な電荷がすべて表面に移り、それ以上の電場をかけても分極はある上限（または下限）値で一定となる。これを飽和した状態、この時の分極の値を「飽和分極値」と呼ぶ。
グラフの形状は物質本来の性質だけでなく、単結晶か多結晶かといった構造の違いにも依存する。その他、微小な分極領域の境界に当たる分極壁の移動が、電場の変化にどの程度追随できるかなどによっても傾きなどが変化する。

## 分類
機構の違いから、強誘電体は「変位型」と「秩序-無秩序型」の2つに分類される。

### 変位型
チタン酸バリウム BaTiO3 をはじめ、強誘電体の多くは変位型強誘電体に分類される。このタイプでは、高温相（＝常誘電体）では自発的に整列する永久双極子を持たないが、キュリー温度（Tc、相転移温度）以下の温度では結晶が少し縦長になって正負のイオンが相対的に変位するため自発分極が発生する。この時の結晶構造（＝イオンの配置）や誘電率の変化は下図のようになっている。

### 秩序‐無秩序型
電気双極子が高温ではランダムに配置し、温度の低下とともに整列する強誘電体を秩序‐無秩序型強誘電体と呼ぶ。亜硝酸ナトリウムNaNO2などが代表的な物質であり、強誘電状態では右図のようにNO2双極子の向きが整列して自発分極が生じる。なお、高温では熱エネルギーによってNO2がランダムに配向するため、巨視的な分極は0になる。

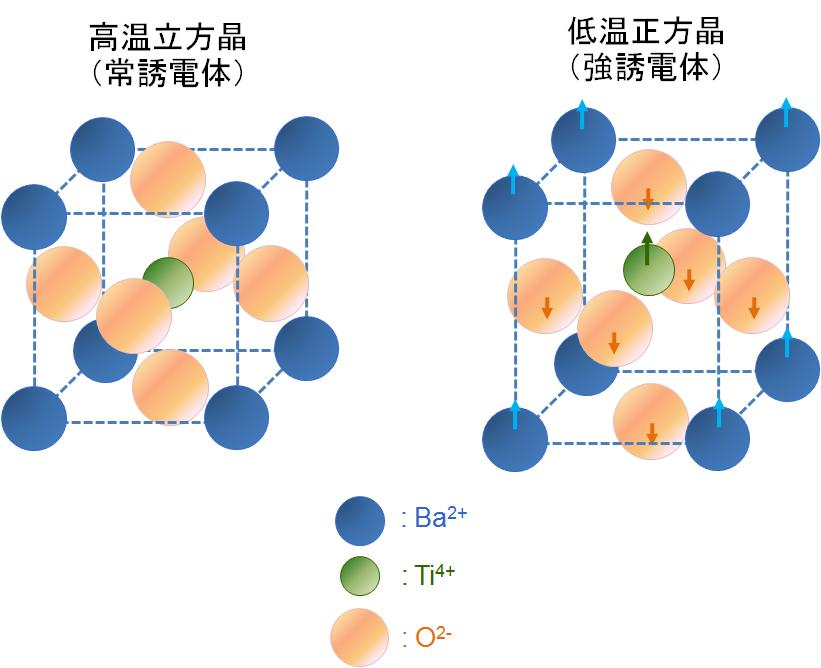
チタン酸バリウムの相転移時の結晶構造変化
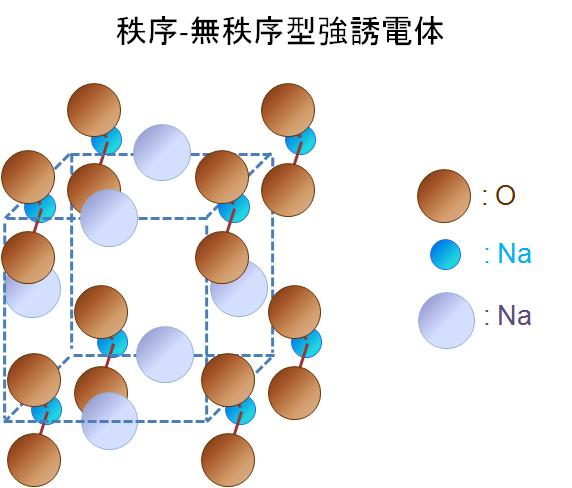
NaNO2の強誘電状態での結晶構造

## 相転移の機構

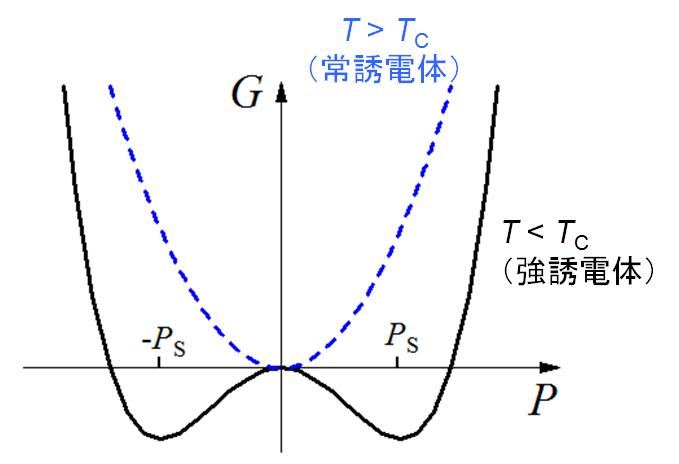
自由エネルギー (G) の分極 (P) 依存性

強誘電体は温度が上昇すると相転移し、自発分極が消滅して常誘電体となる。これはエネルギー的には以下のように考えられる。
自由エネルギーを G、分極を P とすると、
{\displaystyle G=G_{0}+{\frac {1}{2}}A_{2}P^{2}+{\frac {1}{4}}A_{4}P^{4}+{\frac {1}{6}}A_{6}P^{6}}{\displaystyle A_{2}={\frac {T-T_{\mathrm {c} }}{\epsilon _{0}C}}}
と表される。ここでAとCは係数である。また、P が偶数次の項しかないのは P と −P の自由エネルギーが等しい、すなわちエネルギー量は分極の向きによらない事を意味している。
上式からわかるように自由エネルギーが温度に依存する事が強誘電体の特徴であり、温度変化による相転移の原因にもなっている。キュリー温度 (Tc) 以下の強誘電相では、
{\displaystyle {\frac {\partial G}{\partial P}}=0}
となる点、すなわち
{\displaystyle P_{S}=\pm \left(-{\frac {A_{2}}{A_{4}}}\right)^{1/2}}
で右のグラフのようにエネルギーが極小となる。なお、P が十分に小さいため6次の項は無視している。このように分極が存在した方がエネルギー的に安定なため、自発分極が生じて強誘電体となる。
また、このグラフからわかるようにキュリー温度以上では P = 0、つまり分極がない方が安定なため物質は常誘電体になる。

## 温度依存性

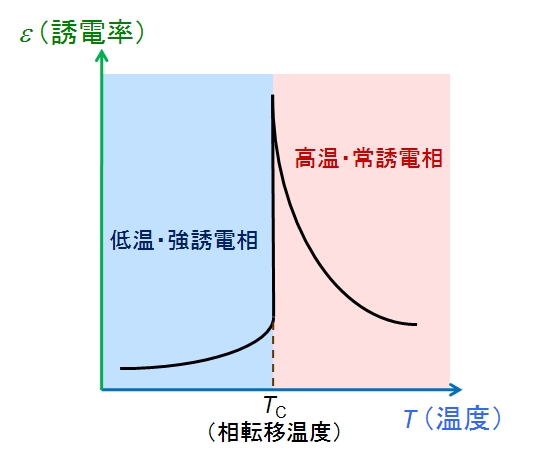
変位型強誘電体の誘電率の温度依存性

キュリー温度以上の温度領域では、誘電率はキュリー・ワイスの法則に従って下記のように変化する。
{\displaystyle \epsilon ={\frac {C}{T-T_{\mathrm {c} }}}}
なお、秩序‐無秩序型では温度が上昇してキュリー温度に近づくにつれ自発分極は連続的に減少して0となる。これは「二次相転移」と呼ばれる。また、変位型ではキュリー温度で不連続に分極量が変化するため、「一次相転移」と呼ばれる。詳しくは相転移の該当する記事を参照のこと。
変位型のキュリー温度付近での誘電率変化は右の図のように急峻だが、多結晶などで局所的な転移温度に差があるとなだらかな変化を示す。また、リラクサーと呼ばれる特殊な強誘電体では、誘電率のピーク温度が外部電場の周波数に左右されるという興味深い現象が見られる。

## 反強誘電体
強誘電体の電場に対する応答は強磁性体の磁場に対する応答によく似ている。そして、磁性体の一種として反強磁性体があるのと同様、誘電体の一種として反強誘電体 (antiferroelectrics) が存在する。電気双極子の向きがある方向に沿って交互に逆を向いているため、全体としてマクロな自発分極は0となる。代表的な物質はジルコン酸鉛 PbZrO3 やリン酸一アンモニウム (NH4)H2PO4 などである。
また、強い外部電場を印加する事によって自由エネルギーを変化させ、強制的に強誘電体に相転移させることも可能である。

## 強誘電体の用途
- 圧電素子 - 圧電効果により百円ライターやガスコンロの点火装置に使用される。
- 強誘電体メモリ
  - 強誘電体浮遊ゲートメモリ
- 赤外線検出素子 - 焦電効果によって赤外線を検出する。赤外線温度計に使用される。
- X線発生装置 - 強誘電体を加熱、冷却する事で高電圧が発生して電子を加速して電子がぶつかると特性X線を発生する[1][2]。
- アクチュエータ - 圧電効果により駆動する。超音波モータも応用例の一つ。MEMSに幅広く使用される。